# Přírodní park Hřešihlavská
Hřešihlavská (nebo též Hřešihlavsko) byl přírodní park v okrese Plzeň-sever.
Přírodní park byl zřízen jako oblast klidu v roce 1978 vyhláškou ONV Plzeň-sever. Ležel na levém břehu zalesněného údolí Berounky a dolního toku Radnického potoka mezi Liblínem a Zvíkovcem. Park byl ohraničen vesnicemi Rakolusky, Bohy, Brodeslavy, Všehrdy a Hlince a odkazoval svým názvem k vesnici Hřešihlavy. Rozlohou 978,8 ha patřil mezi nejmenší přírodní parky Plzeňského kraje.
Na území přírodního parku se nacházely přírodní rezervace Krašov, zřícenina hradu Krašov, jeskyně Kamenná maštal a potoky Brodeslavský, Krašovský a Všehrdský potok. V Hlineckém lese jsou lokality s mnoha desítkami mravenišť mravence lesního.
Hřešihlavská sousedila s přírodními parky Horní Berounka a Rohatiny.
Dne 26. června 2021 přírodní park zanikl. Území zrušeného přírodního parku zahrnuje téhož dne nově vytvořený přírodní park Berounka.